# 조엘 그레치
조엘 그레치(Joel Gretsch, 1963년 12월 20일 ~ )는 미국의 배우이다.

## 출연 작품

### 영화
- 싸이코패스 룸메이트 (2018) - 맷 카마이클 역
- Do Unto Others (2018) - 애들러 목사 역
- 에어 (2023)

### 텔레비전
- 테이큰 (2002)
- The 4400 (2004-07)
- V (2009-11)
- 올 라이즈 (2020)